# Дорюс, Луи
Луи Дорюс (фр. Louis Dorus, настоящее имя Венсан Жозеф ван Стеенкисте, фр. Vincent Joseph van Steenkiste; 1 марта 1812, Валансьен — 9 июня 1896, Этрета) — французский флейтист и музыкальный педагог. Брат певицы Жюли Дорюс-Гра, дед композитора Анри Рабо.
Окончил Парижскую консерваторию в 1828 году. На протяжении двух сезонов играл на флейте в оркестре Театра Варьете, затем начал выступать как солист, быстро вызвав одобрение критики. Уже в 1830-е годы Дорюс стал одним из первых французских флейтистов, перешедших на усовершенствованную Теобальдом Бёмом модель инструмента и пропагандировавших её во Франции. Более того, уже к 1838 году Дорюс предложил важное техническое усовершенствование этой модели — закрытый клапан соль-диез, на протяжении двух десятилетий широко применявшийся изготовителями флейт и способствовавший удобству перехода на новый инструмент для исполнителей, привыкших к более ранним модификациям. Около 1840 года вышло первое во Франции пособие по игре на флейте Бёма, написанное Дорюсом (фр. L'Étude de la Nouvelle Flûte). В 1860 году Дорюс занял место профессора флейты в Парижской консерватории, и одновременно с этим флейта Бёма была утверждена в ней официально как учебный инструмент. Учеником Дорюса был Поль Таффанель, и, таким образом, Дорюс стоит у истоков всей французской флейтовой школы XX века.